# Општина Таркаја (Бихор)
Таркаја (рум. Tărcaia) општина је у Румунији у округу Бихор.
Oпштина се налази на надморској висини од 294 m.